# Petrobiona massiliana
Petrobiona massiliana is een sponssoort in de taxonomische indeling van de kalksponzen (Calcarea). De spons leeft in de zee en zijn steencel bestaat uit calciumcarbonaat.
De spons behoort tot het geslacht Petrobiona en behoort tot de familie Petrobionidae. De wetenschappelijke naam van de soort werd voor het eerst geldig gepubliceerd in 1958 door Vacelet & Lévi.